# Waireia stenopetala
Waireia stenopetala là một loài thực vật có hoa trong họ Lan. Loài này được (Hook.f.) D.L.Jones, M.A.Clem. & Molloy miêu tả khoa học đầu tiên năm 1997.